# 子宮動脈

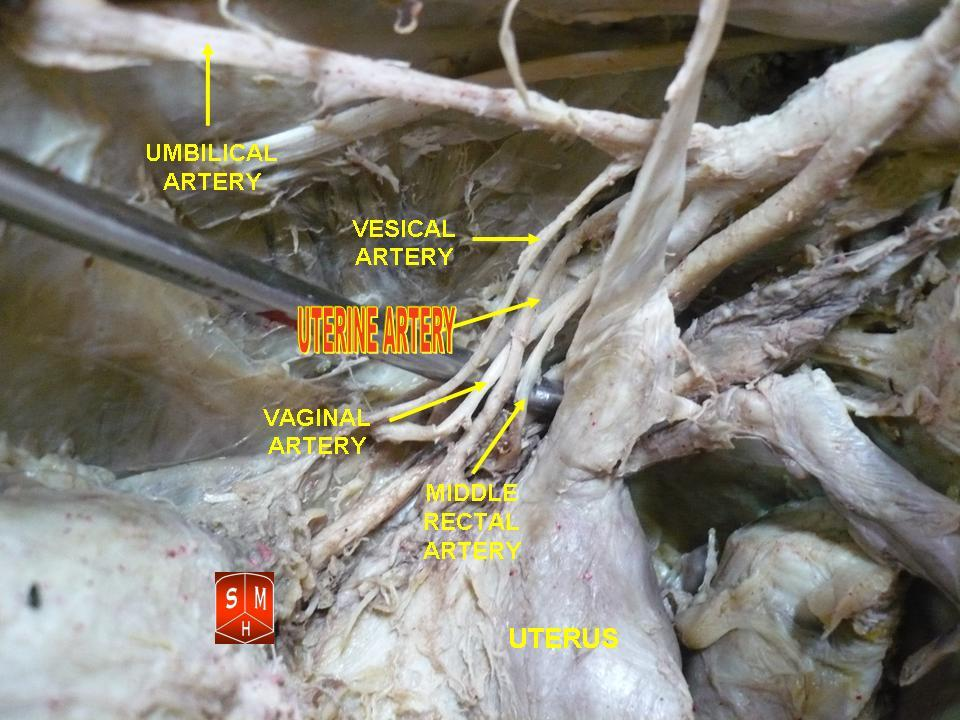
子宮動脈

子宮動脈（しきゅうどうみゃく、uterine artery）は、女性の子宮に血液を供給する動脈である。

## 構造
子宮動脈は通常内腸骨動脈の前部から発生する。その後、子宮を通り尿管を前方に横切って、基靭帯を通り子宮を通る。子宮の下広間膜の子宮傍組織を通る。通常、卵巣動脈を吻合する。子宮への主要な血液供給であり、妊娠中に著しく拡大する。

### 分枝と供給する器官
- 子宮円索（英語版）
- 卵巣（卵巣枝）
- 子宮 (子宮の弓状血管（英語版）)
- 膣 (膣枝、en:azygos arteries of the vagina)
- 卵管 (卵管枝)

## 臨床的意義

### 子宮摘出
子宮動脈は、子宮摘出の際に結紮される。